# داستان‌های جنون معمولی (مجموعه‌داستان)
داستان‌های جنون معمولی (انگلیسی: Tales of Ordinary Madness) یکی از دو مجموعه داستان کوتاه چارلز بوکوفسکی است که ناشر (سیتی لایتس) از میان داستان‌های چاپ‌شده او در ۱۹۷۲ و با عنوان نعوظ‌ها، انزال‌ها، نمایشگاه‌ها و قصه‌های عمومی جنون معمولی انتخاب و دست‌چین کرده است. نام مجموعه دوم، زیباترین زن شهر است و هر دو مجموعه، در ۱۹۸۳ منتشر شده‌اند.